# 短身朝鮮鱨
短身朝鮮鱨，為輻鰭魚綱鯰形目鱨科的其中一種，為溫帶淡水魚類，分布於亞洲南韓淡水流域，體長可達9.2公分，棲息在底層水域，生活習性不明。